# Dania O. Tausen
Dania O. Tausen (født 1998) er en færøsk digter og sanger. Som digter debuterede hun i 2020 med digtsamlingen Skál og medvirkede i dokumentarfilmen af samme navn, der følger hende op til udgivelsen af digtsamlingen.
I 2022 deltog Tausen i lyriktræffet Poesi uden grænser på Nordatlantens Brygge.